# Kocury (Połczyn-Zdrój)
Kocury (deutsch Hagenhorst, bis 1862 Glashütte) ist eine  Siedlung („Kolonia“) in der polnischen Woiwodschaft Westpommern, die zur Gmina Połczyn-Zdrój (Bad Polzin) im Powiat Świdwiński gehört. 
Bis zum Jahr 1862 hieß der Ort Glashütte. Er erhielt den Namen Hagenhorst, nachdem er in den Besitz der Familie von Hagen kam. Wie schon seit alters her ist auch heute Kocury geschichtlich und wesensmäßig mit Brusno (Brutzen) verbunden.